# El Pachá
Luis Federico Crespo Martínez Holguin (Santiago de los Caballeros, Provincia de Santiago; 22 de enero de 1970), conocido como Frederick Martínez "El Pachá" o simplemente por su apodo "El Pachá", es un controvertido presentador de televisión, locutor  y animador de espectáculos dominicano. Caracterizado por sus excéntricos movimientos y su rápida forma de hablar a la hora de conducir o animar un programa televisivo o un espectáculo público, Martínez encontró principal prominencia en sus inicios a través del programa de televisión Ritmo del sábado (1992-1997), donde se dio a conocer dentro del mundo artístico dominicano, y es considerado como el mejor animador de la historia de República Dominicana.
Martínez fue foco de atención cuando besó en la boca al cantante Fernando Villalona en una entrevista realizada en República Dominicana, hecho que lo llevó a optar por el ostracismo y hacer carrera en Estados Unidos. También fue foco de atención cuando en la emisión del día 8 de mayo del año 2017 de su programa "Pégate y Gana con Domingo el Pacha", se presentó el cantante de bachata Eudis El Invencible, ya que en plena presentación del cantante el presentador se quitó su cinturón y comenzó a golpear con el mismo al bachatero Poco después entró a las grandes cadenas hispanas Univisión (2004-2013), Telemundo y la Mega, convirtiéndose en uno de los pocos dominicanos en lograr esa meta.
Ha presentado espectáculos en Madison Square Garden, Radio City Music Hall y United Palace, y Shea Stadium; y ha sido nominado y galardonado en varias ocasiones en prestigiosas premiaciones como Casandra, Premios ACE y Premios Globo.

## Primeros años
Martínez nació en Santiago de los Caballeros, República Dominicana el 22 de enero de 1970, hijo de Lucía Martínez y Federico Crespo. Su afición por la locución desde muy temprana edad lo llevó a trabajar como ayudante de locutores en una emisora de radio en su ciudad natal, donde posteriormente fungiría como animador. Luego se trasladó a Miami, Florida donde estudió Comunicación Social en el Miami Institute of Technology.

## Carrera

### En República Dominicana
A los 23 años de edad, Martínez es llamado por el presentador de televisión Nelson Javier "el cocodrilo" para participar en su programa "TV Can", donde inicia como coconductor.
En 1992, se embarca en su propio programa llamado "Caliente con El Pachá", sin mucho éxito. Ese mismo año su carrera da un giro y es reconocida cuando audiciona y entra a formar parte como presentador estelar del programa "Ritmo del sábado" transmitido por Teleantillas, un programa de televisión dirigido al público joven del país. El programa tuvo una audiencia sin precedentes en su época. El Pachá, como se le conoce en el país, vio su figura fortalecerse, ganando cada vez más popular con su personalidad extrovertida y carismática. En esta etapa su figura se afianza haciéndose más controversial en su proceder público, convirtiéndose en el animador más reconocido y solicitado para comerciales de televisión y espectáculos nacionales e internacionales. Concomitantemente con esto, Martínez condujo el programa Pachangueando en Nueva York.
Desde 1993 al 2003 presentó el programa Merengue y Mas, producido en República Dominicana por Negro Santos para La Cadena Telemundo en Estados Unidos.
De 1998 a 2000, Martínez volvió con proyecto propio al conducir Sabadazo con El Pachá. El programa se transmitió por Telecentro
En 2000 entró a conducir el programa televisivo Cambio y fuera, transmitido por Mango TV propiedad del cantautor Juan Luis Guerra.
En 2001 entró al programa de televisión diario de variedades Todos juntos, transmitido por Super Canal, en sustitución de la legendaria figura dominicana Freddy Beras Goico y destacando como entrevistador de grandes personalidades de la política, el deporte y el arte dominicano. Ese mismo año formó parte del programa radial "El gobierno de la tarde", por la emisora Z-101.
En 2003 el prestigioso empresario y productor de televisión dominicano Rafael Corporán de los Santos lo contrató como coconductor de su legendario programa Sábado de Corporán, transmitido por Color Visión.
En abril de 2011, Martínez junto al animador dominicano Domingo Bautista comenzó su nuevo proyecto Pegate y Gana Con Domingo y El Pachá, tras nueve años de ausencia en los medios de República Dominicana.

### Telemundo, Univisión y Mega TV

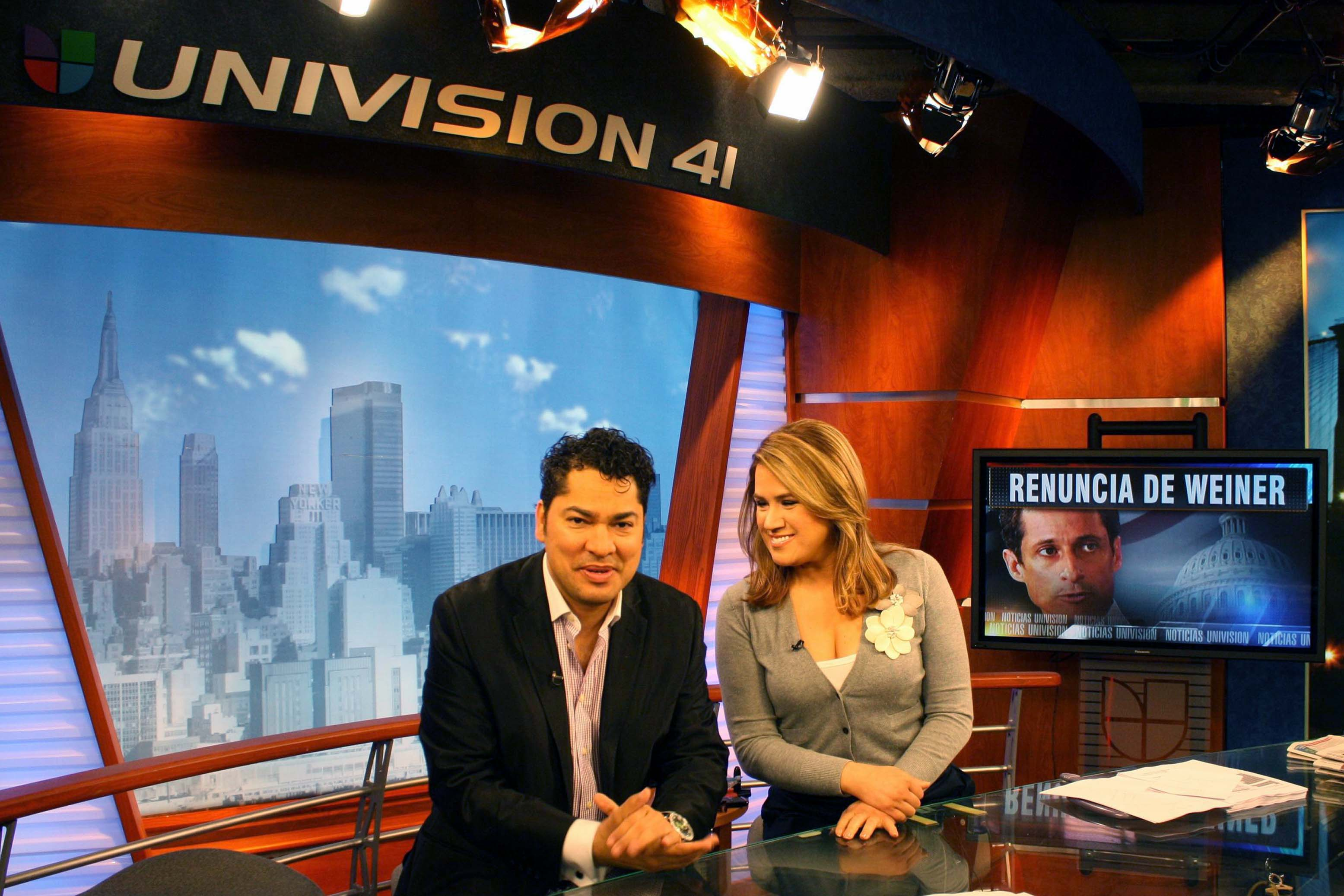
Frederick Martínez junto a la presentadora Merijoel Durán en Noticias Univisión 41 Al Despertar, 17 de junio de 2011

Frederick Martínez hizo sus pinitos internacionalmente en el programa Pachangueando, y en 1993 es contratado por la cadena Telemundo para formar parte de los programas Merengue y más y Santo Domingo invita, transmitidos en Nueva York y Miami.
Tras verse envuelto en una controversia con el cantante dominicano Fernando Villalona, Martínez se radicó de forma permanente en la ciudad de Nueva York. 
En 2004 es contratado por la cadena hispanoamericana Univisión entrando a formar parte en reputados programas televisivos como Despierta América, Escándalo TV, La tijera y La tómbola; creando segmentos como "Chisme soul" y "Las más calientes", y en el programa matutino Al despertar en el segmento "Qué dicen con el pacha". También ha sido invitado especial a notables programas como Sábado Gigante y Don Francisco presenta; ambos conducidos por el presentador chileno Don Francisco, y Palo de la tarde, entre otros. Además, haciendo programas de radio como El Pachatazo o El jangueo, ambos adquirieron los mayores índices de audiencia en la historia de Univisión Radio.
En mayo de 2013, Martínez culmina su labor en Univisión y es contratado por Telemundo, la otra cadena hispana de más difusión en los Estados Unidos. Allí entra a los programas televisivos "Buenos días Nueva York" y "Acceso total". 
Además trabaja para Mega TV y su filial radiofónica en el programa "El jukeo", logrando en corto tiempo, los más altos índices de audiencia —medido por Arbitron— para una emisora hispana, que esta estación radial, la más popular en la ciudad, no había logrado en los últimos 18 años.
En octubre de 2014, Martínez dejó de pertenecer a la cadena Telemundo.

## Trayectoria

### Televisión
- TV Can
- Caliente con El Pachá
- Ritmo del sábado
- Pachangueando
- De aquí pa´lla con El Pachá
- Sabadazo con El Pachá
- Cambio y fuera
- Todos juntos
- Sábado de Corporán
- Santo Domingo invita
- Merengue y más
- Escándalo TV
- La tijera
- La tómbola
- Al despertar
- Radio TV con el Pachá

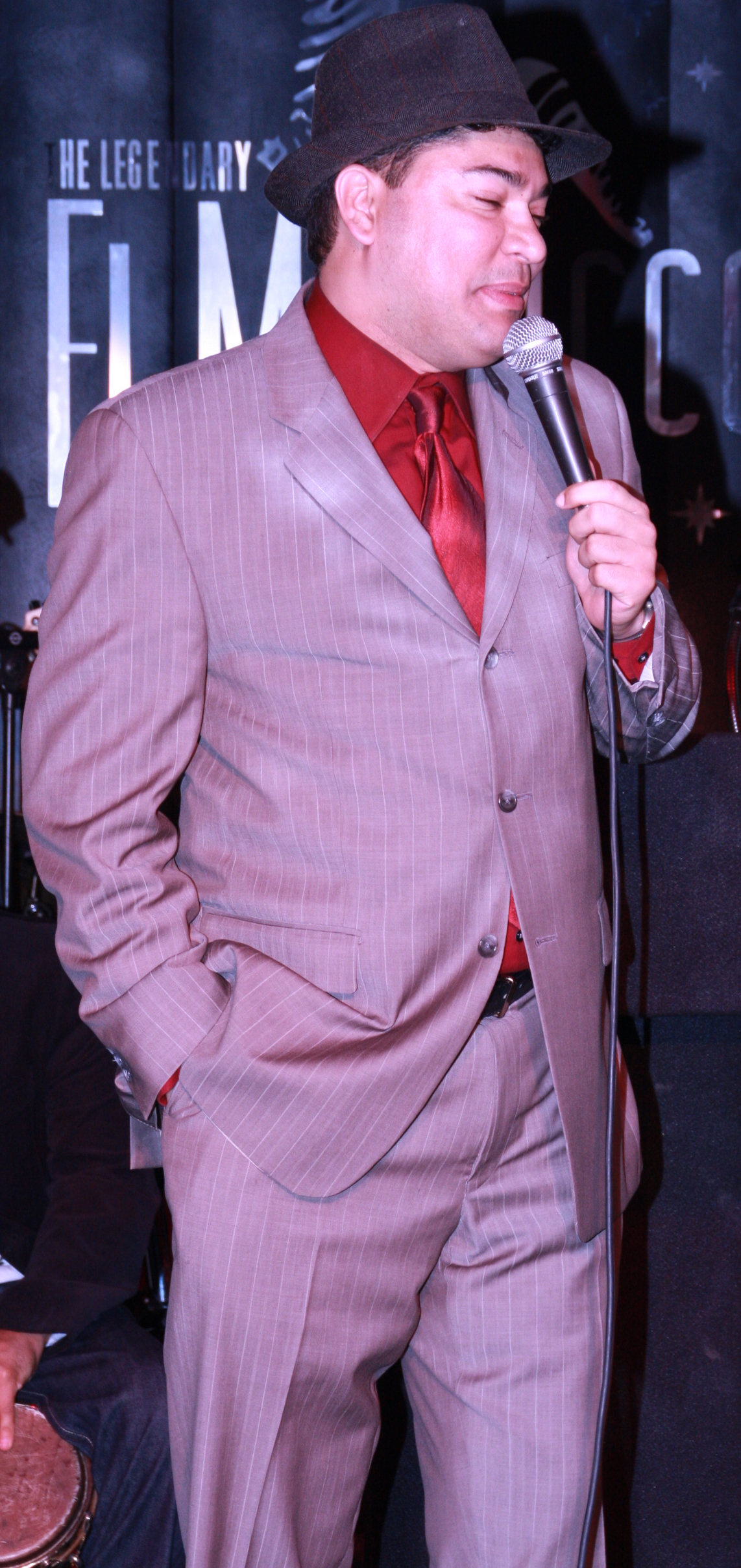
Frederick Martínez "El Pachá" durante los Premios Urbanos, septiembre de 2009.

- Pegate y gana con Domingo y El Pachá
- Buenos días Nueva York
- Acceso total
- El Jukeo
- El Pachá Extra
- Tocando Fondo

### Radio
- El gobierno de la tarde
- El Pachatazo
- El jangueo
- El Palo de la tarde
- Las tardes con El Pachá
- El Jukeo
- Alofoke Radio Show
- El Vacilon De La Mañana

## Participaciones especiales
Presentaciones de Martínez como invitado especial:
- Noticias Univision 41 Al Despertar
- Despierta América
- Sábado Gigante
- ¡Qué Locuras!
- Don Francisco presenta
- Más Roberto
- ¡Qué Bromas!
- El Hotel VIP
- Despierta con Domivisión
- 9 por 9 Mario y Roberto
- El gobierno de la mañana
- Noche de luz

## Premios y reconocimientos
- 5 premios Casandra
- 3 premios otorgados por la Asociación de locutores de Santiago en República Dominicana
- Reconocimientos de Clubes, e instituciones en New York, Miami, Los Ángeles
- Ha recibido también Premios ACE y Premios Globo
- Le fue otorgado el Micrófono de Oro en República Dominicana
- Fue reconocido por el gobierno dominicano a través del Cónsul Rafael Evans y por el presidente del condado del Bronx, Rubén Díaz jr.

## Personalidad y controversias
Excéntrico por naturaleza, Frederick Martínez se caracteriza por su personalidad impetuosa, su manera de hablar descontrolada, y sus constantes declaraciones y enfrentamientos.
La carrera de Martínez se vio eclipsada cuando supuestamente besara al cantante dominicano Fernando Villalona en una entrevista realizada en 1998. Aunque esto supuso su ostracismo, Martínez logró superar las barreras y realizó carrera exitosa fuera de República Dominicana. En 2012, Villalona confesó haber sido él quien lo besó. Poco después volvió a crear polémica al besar a la cantante mexicana Alejandra Guzmán durante una entrevista.
Antes los ojos desprevenidos del público presente, Martínez se bajó los pantalones mientras estaba pasando por la Alfombra Roja de los Premios Casandra 2011; anteriormente habría amenazado con correr desnudo por las calles de Santo Domingo como reclamo por no haber sido nominado a los premios.
Durante la campaña presidencial del candidato Gonzalo Castillo para las elecciones del año 2020 en República Dominicana (quien se postulaba para el Partido de la Liberación Dominicana), expulsó de su programa a varios músicos de notoria trayectoria artística, tales como: el merenguero Sergio Vargas, el cantante urbano Crazy Desing, interrumpió varias presentaciones como la del merenguero Bonny Cepeda, para imponerle a todos estos que cantaran y aplaudieran la candidatura de Gonzalo Castillo, bajo la amenaza de sacarlos del programa o hacer cortes para que la gente no viese el show, y luego de que su candidato presidencial perdió, dijo públicamente que a él lo habían engañado y que estaba a disposición del nuevo presidente electo, Luis Abinader, declaraciones que la población calificó de hipócrita, "vende patria", traicionero, entre otros calificativos no menos bochornosos. Martínez ha mantenido enfrentamientos y disputas con varios artistas dominicanos. Uno de los enfrentamientos más notables fue el que sostuvo con el cantante Toño Rosario durante una entrevista en Nueva York. Durante una presentación de Rosario en su programa televisivo Pégate y Gana con Domingo y El Pachá, Martínez y Rosario sostuvieron una acalorada discusión que terminó en la abrupta salida de Rosario del programa.